# Escurial
Pour les articles homonymes, voir Escurial (homonymie).
Le site royal de Saint-Laurent-de-l'Escurial (en castillan : Real Sitio de San Lorenzo de El Escorial) est un grand complexe (monastère, musée, collège, bibliothèque, et palais) qui se trouve sur le territoire de la commune de San Lorenzo de El Escorial, située à 45 kilomètres au nord-ouest de Madrid, dans la communauté de Madrid en Espagne. Ancienne résidence du roi d'Espagne, cœur de l'Empire espagnol sous Philippe II, le  site a été inscrit par l'Unesco sur la liste du patrimoine mondial de l'humanité en 1984.

## Le nom de l'Escurial
Le nom de l'Escurial (Escorial en espagnol) vient d'un ancien village situé près du lieu où a été construit ce monastère-palais, aujourd'hui la commune de L'Escurial (El Escorial en espagnol). On ne doit pas le confondre avec Saint-Laurent de l'Escurial (San Lorenzo de El Escorial), apparu postérieurement au bâtiment.

## Historique
Ce complexe monumental est situé à côté de la montagne Abantos dans la sierra de Guadarrama.
Il a été commandé par le roi Philippe II, à la fois en commémoration de sa victoire de Saint-Quentin sur les troupes du roi de France Henri II, le 10 août 1557, jour de la Saint-Laurent, pour l'expiation du massacre des civils réfugiés commis alors par ses troupes dans l'église Saint-Laurent et, enfin, pour élever un lieu de sépulture à ses parents, l'empereur Charles Quint et Isabelle de Portugal, ainsi qu'à lui-même et à ses successeurs.

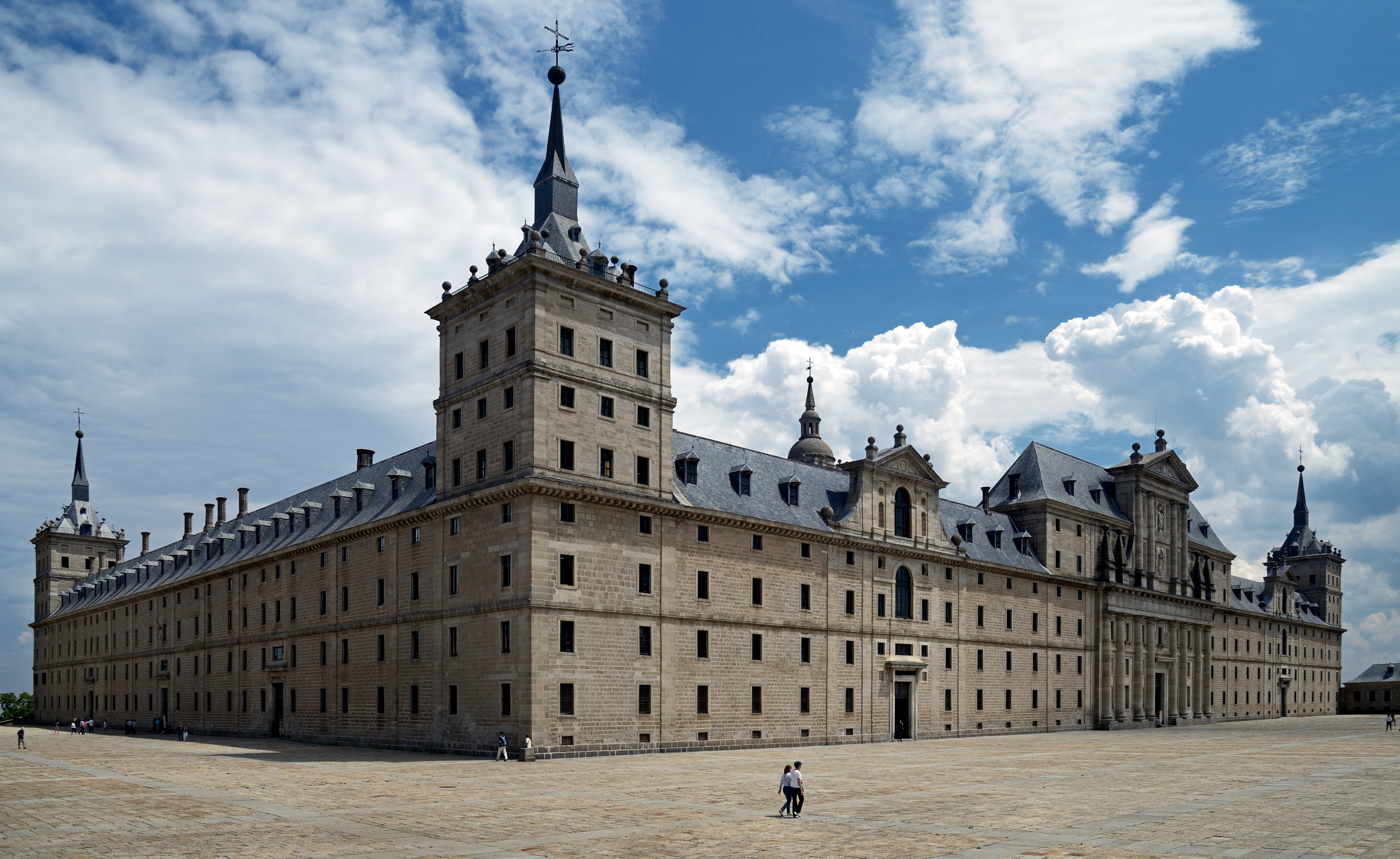
El Escorial. Vue du nord-ouest.
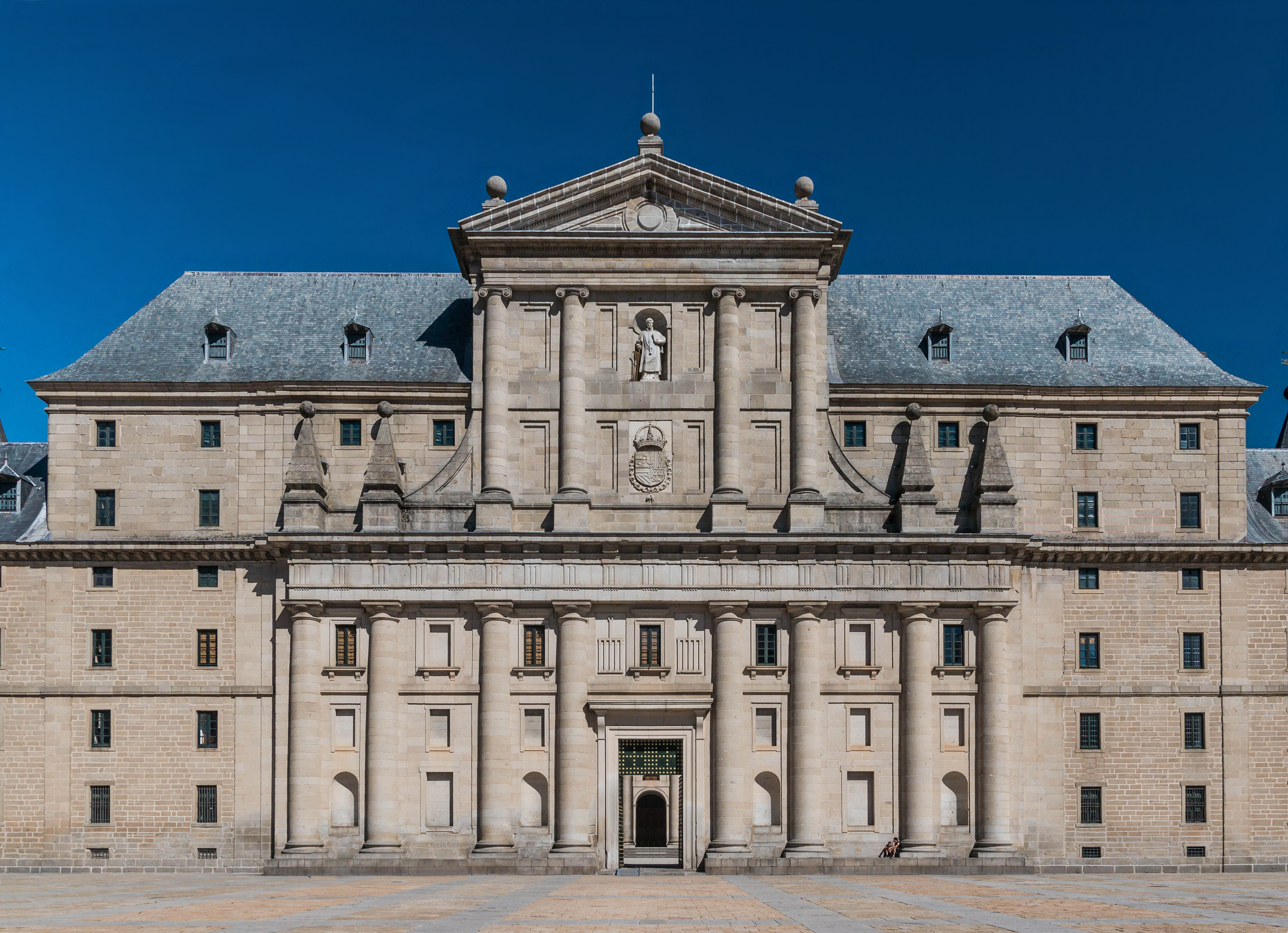
Façade principale, entrée du complexe palatial.
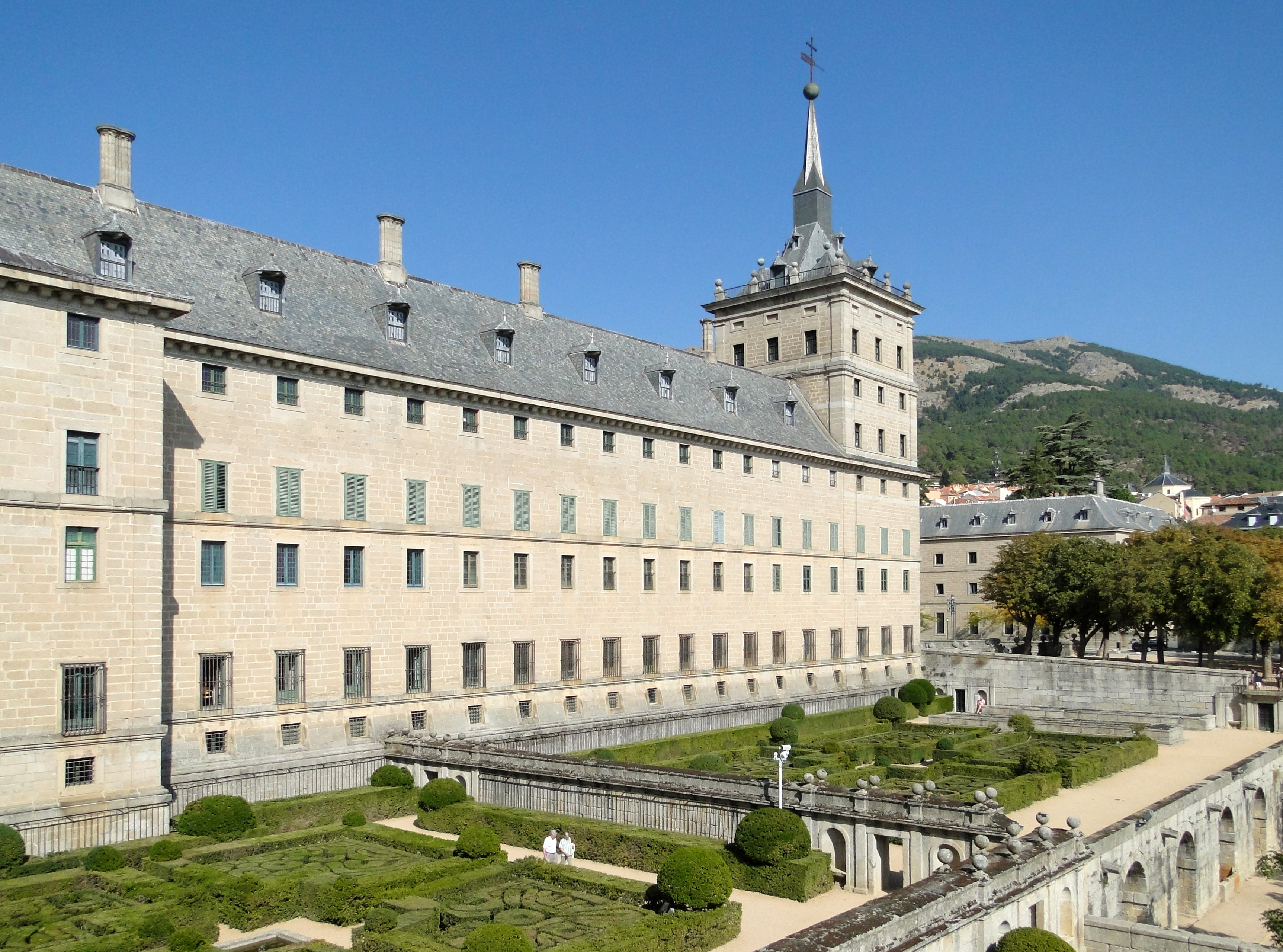
Façade est et jardins du monastère.

C'est aussi un sanctuaire érigé à la gloire de la Contre-Réforme, qui contient l'une des plus grandes collections de reliques du monde catholique : on y trouve quelque 7 500 reliques abritées dans 570 reliquaires répartis dans tout le monastère, mais spécialement dans la basilique Saint-Laurent. On y trouve également en bonne place les patrons de la maison d'Espagne, saint Jacques le Majeur et saint Jérôme, ainsi que celui de la maison de Bourgogne, saint André.

## Plan et construction

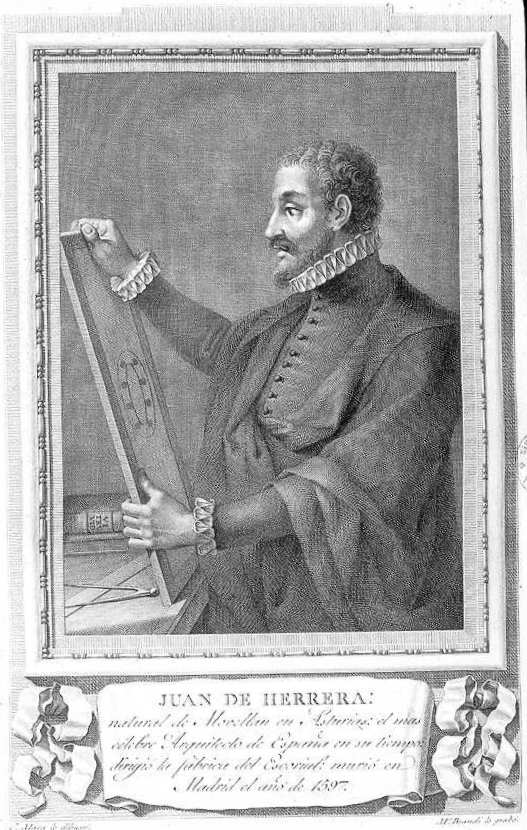
L'architecte, Juan de Herrera.

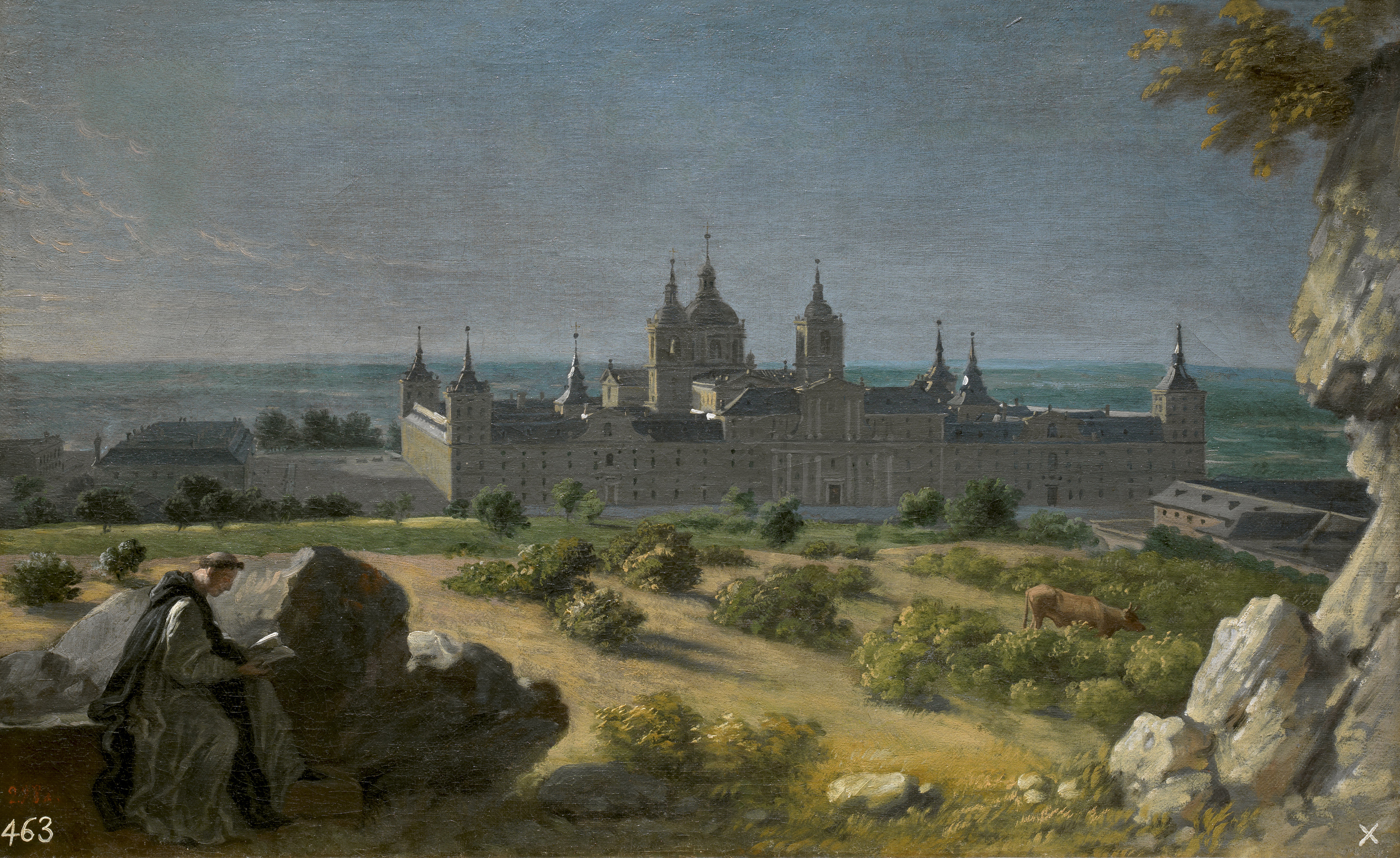
El Escorial, par Michel-Ange Houasse (1722).

Le plan du bâtiment, avec ses cours carrées disposées en échiquier, rappelle la forme d'un gril. Cette hypothèse, souvent citée, vient de ce que la basilique est dédiée à saint Laurent, martyrisé à Rome sur un gril. Cette dédicace est assez inhabituelle, dans la mesure où saint Laurent n'est pas un saint particulièrement honoré par la maison d'Espagne. On l'associe en général à la bataille de Saint-Quentin qui eut lieu le 10 août 1557, jour de la fête de saint Laurent. Durant cette même bataille, une église dédiée à ce dernier aurait d'ailleurs été détruite par l'artillerie espagnole. La commune, fondée autour du monastère, a d'ailleurs pris le nom de San Lorenzo de El Escorial (et cette commune est jumelée avec Saint-Quentin).
En réalité, l'origine architecturale de ce plan est très controversée. En écartant l'idée de la grille, qui n'est apparue que lorsque Herrera a supprimé les six tours intérieures de l'époque, le plan paraît être bien plus basé sur les descriptions du Temple de Salomon par l'historien judéo-romain Flavius Josèphe. Il aurait ensuite été aménagé afin d'adapter cette idée aux nécessités du programme monastique et aux multiples fonctions que Philippe II a voulu loger dans le bâtiment : panthéon, basilique, couvent, collège, bibliothèque, palais. Tout cela a doublé les dimensions initiales du complexe, ce qui a notamment imposé d'ajouter deux étages de bâtiments. La basilique, qui devait initialement dominer l'ensemble et manifester la puissance de Dieu, s'est donc retrouvée noyée dans l'ensemble. Le caractère très massif de l'ensemble vient également de ce doublement qui n'était initialement pas prévu.

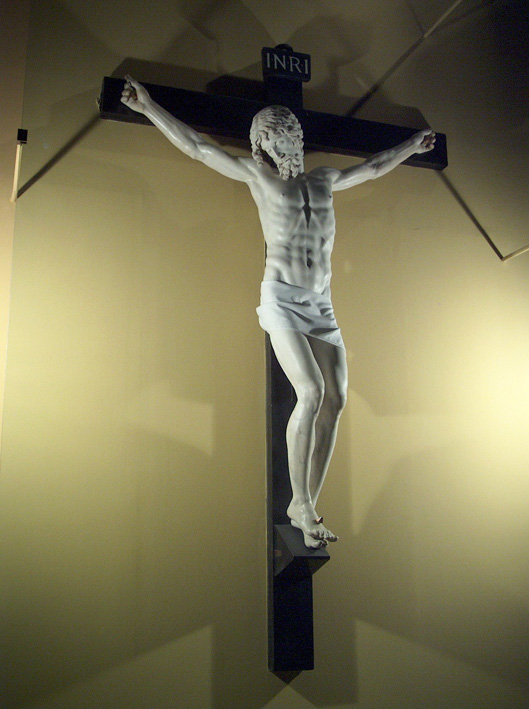
Le Crucifix (1556-1562), marbre, sculpté par Cellini, exposé dans la basilique.

Les statues de David et Salomon flanquent l'entrée de l'église en montrant un parallélisme entre le guerrier Charles Quint et le prudent Philippe II. De la même manière, la fresque de Salomon qui se trouve au centre de la bibliothèque, montrant son image d'une plus grande sagesse : l'épisode célèbre avec la reine de Saba. La construction a commencé, avec la pose de la première pierre le 23 avril 1563. Sous la responsabilité de l'architecte Jean de Bautista de Tolède, qui n'a pas pu la finir, mourant en 1567, passant la direction à son disciple, Juan de Herrera, qui l'a mené à terme en 1584, avec une telle réussite que son œuvre a donné naissance, en architecture, à l'école de Herrera.
De façon assez intéressante, l'Escurial est un bâtiment fort peu « espagnol ». Les toits d'ardoises et les tours pointues ont été expressément imposées par Philippe II qui avait trouvé cette particularité de l'architecture flamande tout à fait à son goût. De la même manière, le caractère particulièrement austère, presque serlien de l'ensemble tranche avec les productions immédiatement antérieures et postérieures, marquées par l'abondance du décor, que ce soit dans le style plateresque que dans le baroque espagnol. N'oublions pas que Juan de Herrera a longuement servi sur le chantier de Saint-Pierre de Rome avant de reprendre le chantier de l'Escurial. La forte influence italienne peut ainsi s'expliquer. En revanche, deux traits du plan ont des antécédents majeurs en Espagne. La basilique possède un chevet plat, caractéristique qui ne se trouve que dans la péninsule. Le plan à cours intérieures, de même, s'il se retrouve ailleurs, possède une similarité frappante avec ceux de l'alhambra de Grenade ou de l'alcazar de Séville.

## Description

### Bibliothèque

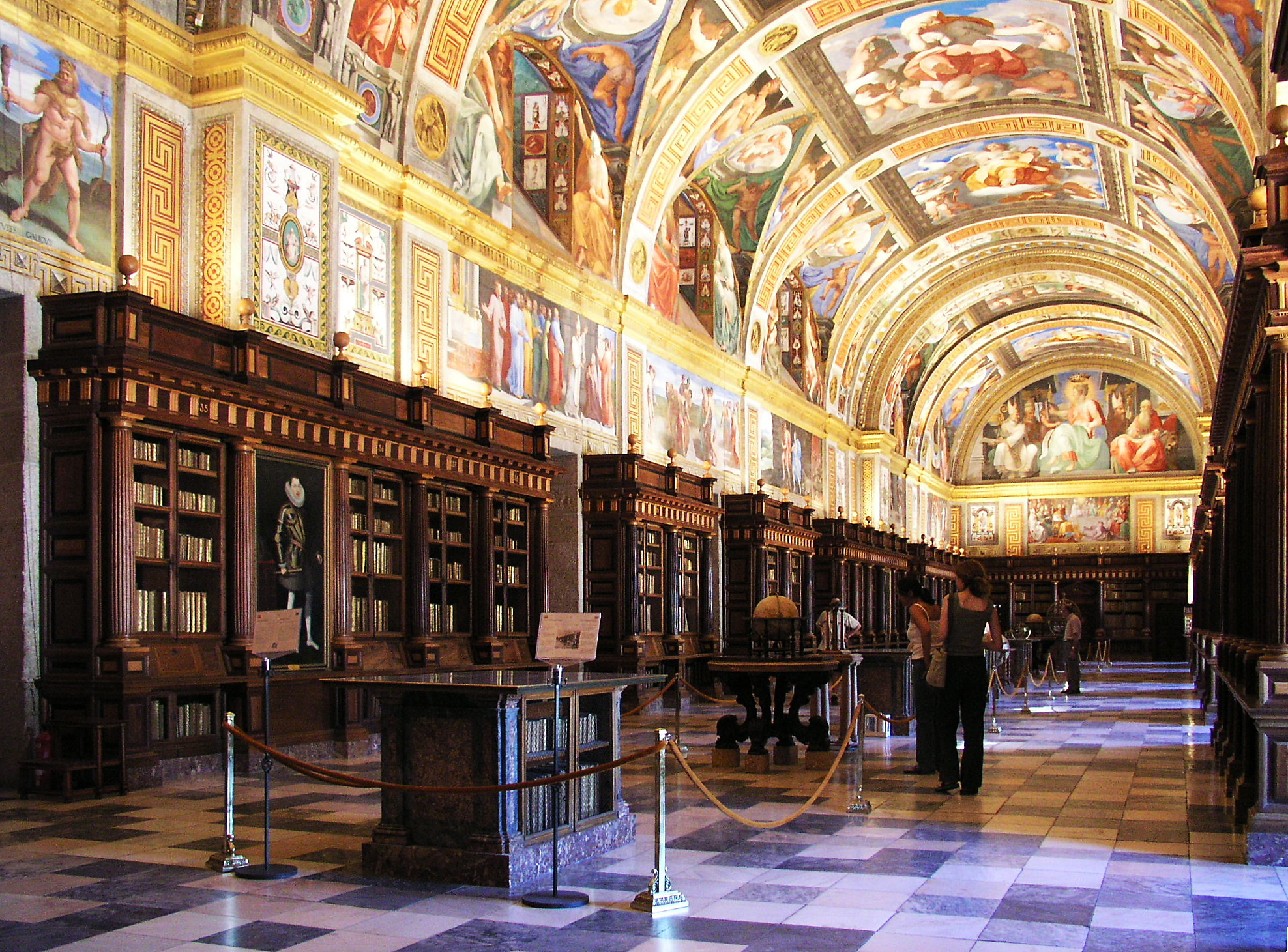
La bibliothèque de l'Escurial.

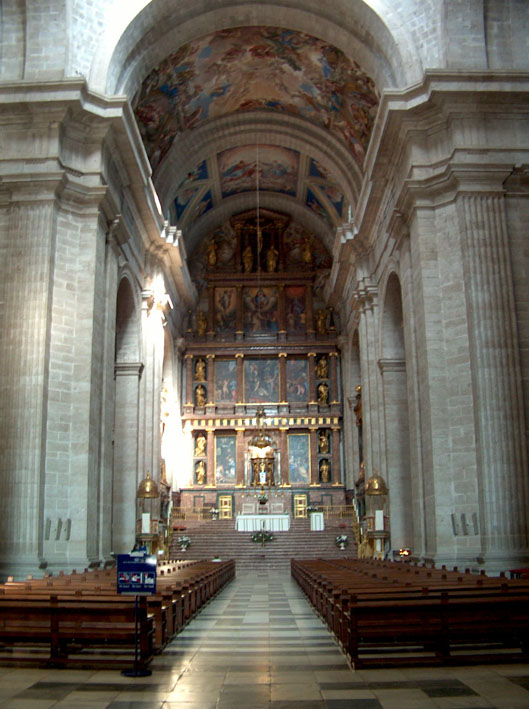
Nef et retable de la basilique.

La bibliothèque, dotée d'une collection de plus de 45 000 volumes, est située dans une grande nef de 54 mètres de long, 9 mètres de large et 10 mètres de haut. Le sol est de marbre et les meubles de bibliothèque de bois nobles, riches et sculptés. Dans la grande salle, la voûte du plafond est décorée de fresques de Pellegrino Tibaldi représentant les sept arts libéraux : la rhétorique, la dialectique, la musique, la grammaire, l'arithmétique, la géométrie et l'astrologie. Une grande sphère armillaire témoigne aussi de l'intérêt de l'époque pour les découvertes astronomiques.
Elle répond au projet humaniste de Philippe II, prince lettré formé par les plus grands esprits de l'Espagne de son temps, qui lisait parfaitement le latin, savait l'italien et le français (quoiqu'il répugnât à le parler à cause de son fort accent). On y retrouve sa passion pour les beaux livres, les manuscrits anciens, l'intérêt pour les sciences et la philologie. Il s'agissait aussi d'abriter les livres pieux et savants du monastère et du collège. Pour cette raison on trouve des livres interdits ou rares ailleurs : il ne faut pas perdre de vue que l'enseignement à l'Escurial était d'une rare liberté, n'hésitant pas à braver les critiques de l'Église à propos des leçons d'André Vésale ou d'Arias Montano. Le roi fit acheter de nombreux ouvrages en Espagne et en Europe, acquérant notamment les bibliothèques des savants Gonzalo Perez et Juan Paez de Castro, ou celle de son cousin, Ferdinand d'Aragon, duc de Calabre. La question de la conservation des ouvrages fut sérieusement étudiée : contrairement aux autres bibliothèques, les livres, reliées en maroquin, dorés et marqués sur les trois tranches, furent placés sur les rayonnages avec le dos vers le mur, afin d'offrir à l'air la partie du papier protégée par la dorure.
Les fonds comportent une majorité d'ouvrages en langues classiques (latin, grec et hébreu, dans l'ordre), de nombreux volumes en langue arabe et espagnole, ainsi qu'une centaine en français, une autre en italien, des livres en allemand, en arménien, même en turc et en persan. Une partie importante des immenses collections a néanmoins été perdue lors d'un incendie en 1671.
La bibliothèque sera la source de tensions diplomatiques entre l'Espagne et le Maroc[citation nécessaire], après que la précieuse collection du sultan du Maroc Zaidan El-Nasir eut été capturée par des vaisseaux espagnols au large du Maroc ; elle sera offerte au roi Philippe II qui, sans doute, connaissait l'importance d'un tel trésor et qui l’incorporera dans la bibliothèque de l'Escurial, mais une grande partie de la collection fut perdue après l'incendie de 1671.

### Palais et dépendances

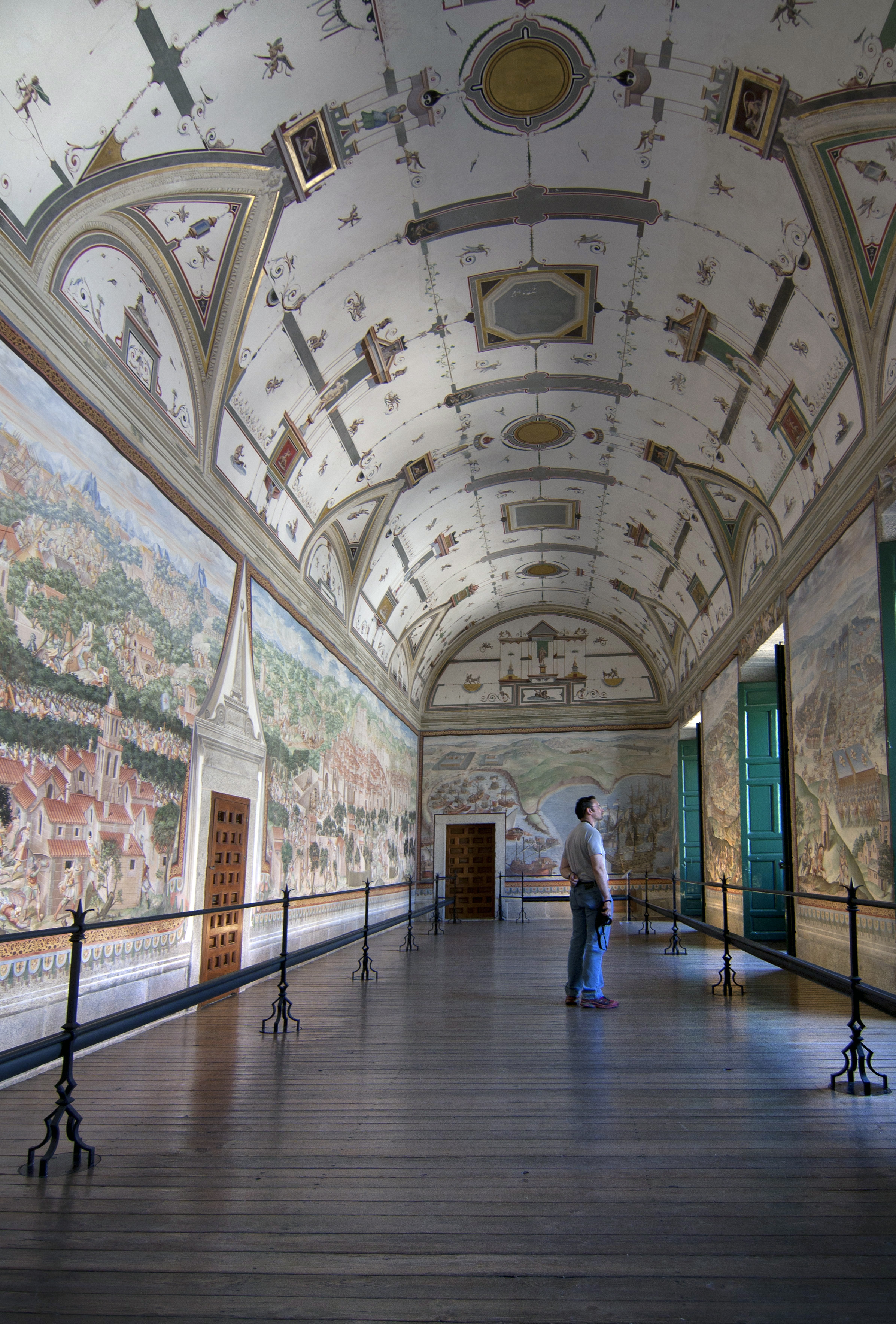
Fresques de la salle des Batailles.

Le palais de Philippe II est formé d'une série de pièces décorées avec austérité ; il a été le lieu de résidence occasionnel de ce roi. Il figure d'ailleurs en bonne place sur l'itinéraire satirique qu'on attribuait au roi Philippe : « de Madrid au Pardo, du Pardo à l'Escurial, de l'Escurial à Aranjuez… ». Il aimait y échapper au poids du cérémonial de la cour et profiter de la tranquillité de la campagne avec ses filles. Loin d'avoir été le « reclus de l'Escurial » que sa légende noire s'est complue à décrire, le « roi prudent » ne s'y enferma pour de longues périodes que dans les dernières années de sa vie, alors qu'il commençait à être mal-aimé du peuple et de la cour.
Le palais historique se situe en saillie du quadrilatère sur l'arrière de la basilique. Il comprend plusieurs appartements autour d'une cour à peu près carrée. Il est entouré sur trois côtés par un jardin de style Renaissance composé de plusieurs parterres de buis et de gazon. Sur le jardin on trouve une galerie reliant les deux appartements principaux. Côté nord, on trouve les appartements des filles du roi, principalement occupés par l'infante Isabelle-Claire-Eugénie. L'appartement de Philippe II se trouve au premier étage, à la jonction sud du palais et du monastère. Il donne sur le chœur de la basilique par un oratoire. Lorsque les portes sont ouvertes, on peut voir l'intérieur de la basilique depuis la chambre, à la manière de ce que Charles Quint avait fait aménager dans sa maison du monastère de Yuste. Une galerie fait la jonction entre l'appartement de l'infante au nord et la partie du monastère appelée « palais des Bourbons » : c'est la salle des batailles, dont le plafond et les murs sont couverts de fresques représentant les principales batailles gagnées par les armées espagnoles.
Le quart nord-est du monastère, en symétrique au cloitre des évangélistes, a été transformé au XVIIIe siècle en palais à la française, infiniment plus luxueux que la « cabane » qu'avait voulue Philippe II pour sa résidence. Cela a principalement eu pour conséquence la construction de nouvelles ailes dans la cour nord-est et donc la perversion du plan de Juan de Herrera.

### Nécropole

#### Panthéon des Rois

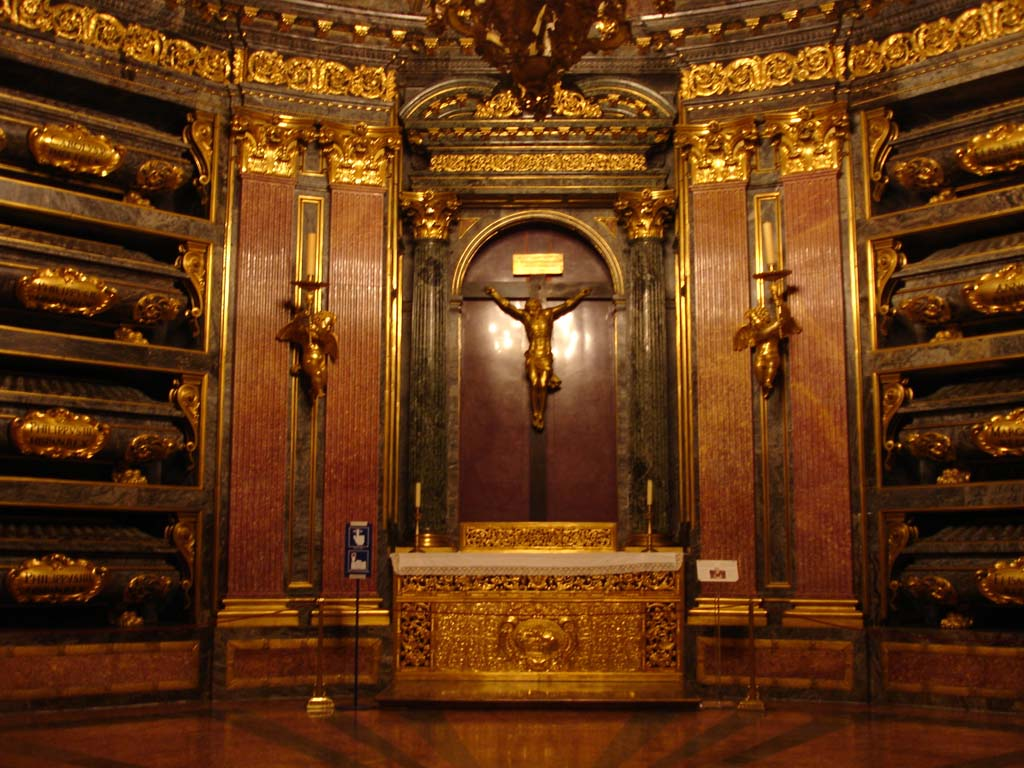
Panthéon des Rois.

Le Panthéon des Rois est une salle de forme octogonale creusée sous la basilique. Il renferme 26 tombes de marbre où reposent les restes des rois des maisons Habsbourg et de Bourbon, sauf Philippe V, Ferdinand VI, Joseph Ier et Amédée Ier, inhumés respectivement au palais royal de la Granja de San Ildefonso, au couvent des Salésiennes royales à Madrid, aux Invalides à Paris et à la basilique de Superga à Turin. Les murs de marbre de Tolède poli sont décorés d'ornementations de bronze doré.
Les derniers restes déposés dans le panthéon ont été ceux du roi Alphonse XIII en 1980 et de son épouse la reine Victoire Eugénie de Battenberg en 2011. Exceptionnellement, les deux derniers sarcophages disponibles sont attribués aux parents du roi Juan Carlos, « Jean III », comte de Barcelone, bien qu'il n'ait jamais régné, et son épouse María de las Mercedes de Borbón y Orleans. Leurs restes reposent encore au pudridero (« pourrissoir ») en attendant leur transfert définitif dans le panthéon.
Les 26 personnes inhumées sont :
1. Charles Quint, empereur des Romains, roi des Espagnes, roi de Naples et de Sicile, duc de Bourgogne (25 février 1500 - 21 septembre 1558)  (fils de Philippe Ier de Castille et de Jeanne Ire de Castille)
2. Isabelle de Portugal, impératrice des Romains, reine d'Espagne (24 octobre 1503 - 1er mai 1539)  (épouse de Charles Quint)
3. Philippe II, roi des Espagnes et des Deux-Siciles, souverain des Pays-Bas, roi de Portugal et des Algarves (21 mai 1527 - 13 septembre 1598)  (fils de Charles Quint)
4. Anne d'Autriche, reine d'Espagne et de Portugal (2 novembre 1549 - 26 octobre 1580)  (quatrième épouse de Philippe II)
5. Philippe III, roi d'Espagne et des Deux-Siciles, roi de Portugal et des Algarves (14 avril 1578 - 31 mars 1621)  (fils de Philippe II et d'Anne d'Autriche)
6. Marguerite d'Autriche-Styrie, reine d'Espagne et de Portugal (25 décembre 1584 - 3 octobre 1611)  (épouse de Philippe III)
7. Philippe IV, roi d'Espagne et des Deux-Siciles, souverain des Pays-Bas, roi de Portugal et des Algarves (8 avril 1605 - 17 septembre 1665)  (fils de Philippe III)
8. Élisabeth de France, reine d'Espagne et de Portugal (22 novembre 1602 - 6 octobre 1644)  (première épouse de Philippe IV)
9. Marie-Anne d'Autriche, reine d'Espagne (23 décembre 1635 - 16 mai 1696)  (seconde épouse de Philippe IV)
10. Charles II, roi d'Espagne et des Deux-Siciles, souverain des Pays-Bas (6 novembre 1661 - 1er novembre 1700)  (fils de Philippe IV et de Marie-Anne d'Autriche)
11. Marie-Louise-Gabrielle de Savoie, reine d'Espagne (17 septembre 1688 - 14 février 1714)  (première épouse de Philippe V (arrière-petit-fils de Philippe IV et Élisabeth de France))
12. Louis Ier, roi d'Espagne (25 août 1707 - 31 août 1724)  (fils de Philippe V et de Marie-Louise-Gabrielle de Savoie)
13. Charles III, roi d'Espagne et des Deux-Siciles, duc de Parme et de Plaisance (20 janvier 1716 - 14 décembre 1788)  (fils de Philippe V et d'Élisabeth Farnèse)
14. Marie-Amélie de Saxe, reine d'Espagne (24 novembre 1724 - 27 septembre 1760)  (épouse de Charles III)
15. Charles IV, roi d'Espagne (11 novembre 1748 - 20 janvier 1819)  (fils de Charles III)
16. Marie-Louise de Bourbon-Parme, reine d'Espagne (9 décembre 1751 - 2 janvier 1819)  (épouse de Charles IV)
17. Ferdinand VII, roi d'Espagne (14 octobre 1784 - 29 septembre 1833)  (fils de Charles IV)
18. Marie-Christine de Bourbon-Siciles, reine d'Espagne (27 avril 1806 - 22 août 1878)  (quatrième épouse de Ferdinand VII)
19. Isabelle II, reine d'Espagne (10 octobre 1830 - 10 avril 1904)  (fille de Ferdinand VII et de Marie-Christine de Bourbon-Siciles)
20. François d'Assise de Bourbon, roi consort d'Espagne (13 mai 1822 - 17 avril 1902)  (époux d'Isabelle II)
21. Alphonse XII, roi d'Espagne (28 novembre 1857 - 25 novembre 1885)  (fils d'Isabelle II et de François d'Assise de Bourbon)
22. Marie-Christine d'Autriche, reine d'Espagne (21 juillet 1858 - 6 février 1929)  (seconde épouse d'Alphonse XII)
23. Alphonse XIII, roi d'Espagne (17 mai 1886 - 28 février 1941)  (fils d'Alphonse XII et de Marie-Christine d'Autriche)
24. Victoire-Eugénie de Battenberg, reine d'Espagne (24 octobre 1887 - 15 avril 1969)  (épouse d'Alphonse XIII)
25. Juan de Bourbon, comte de Barcelone (20 juin 1913 - 1er avril 1993)  (fils d'Alphonse XIII)
26. Mercedes de Bourbon, comtesse de Barcelone (23 décembre 1910 - 2 janvier 2000)  (épouse de Juan de Bourbon)

#### Panthéon des Infants

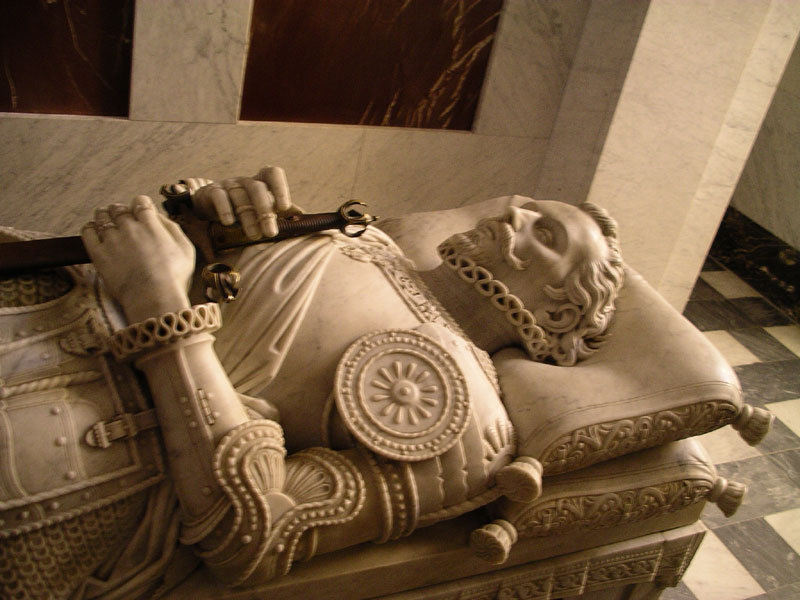
Tombeau de Don Juan d'Autriche.

Le panthéon des Infants, terminé en 1888, est destiné aux princes, aux infantes et aux reines qui n'ont pas été des mères de rois. Celui de Don Juan d'Autriche se démarque, avec des murs et des sols de marbre blanc. Sur les soixante caveaux présents, trente-sept sont actuellement occupés par :
Partie A :
1. Infante Marie-Josèphe d'Espagne (6 juillet 1744 - 8 décembre 1801)  (fille de Charles III d'Espagne)
2. Infant Antoine d'Orléans, duc de Montpensier et de Galliera (31 juillet 1824 - 4 février 1890)  (fils de Louis-Philippe Ier)
3. Infante Louise-Fernande de Bourbon (30 janvier 1832 - 2 février 1897)  (fille de Ferdinand VII d'Espagne et de Marie-Christine de Bourbon-Siciles, épouse d'Antoine d'Orléans)
4. Infante Marie-Amélie d’Orléans (28 août 1851 - 9 novembre 1870)  (fille d'Antoine d'Orléans)
5. Infante Marie-Christine d'Orléans (29 octobre 1852 - 28 avril 1879)  (fille d'Antoine d'Orléans)
6. Infante Louise-Charlotte de Bourbon-Siciles (24 octobre 1804 - 29 janvier 1844)  (fille de François Ier des Deux-Siciles et de Marie-Isabelle d'Espagne, épouse de François de Paule de Bourbon)
7. Infante María de las Mercedes de Bourbon, princesse des Asturies (11 septembre 1880 - 17 octobre 1904)  (fille d'Alphonse XII d'Espagne et de Marie-Christine d'Autriche, épouse de Charles de Bourbon-Siciles)
8. Infant Alphonse de Bourbon-Siciles, prince des Asturies, prétendant au trône des Deux-Siciles (30 novembre 1901 - 3 février 1964)  (fils de María de las Mercedes de Bourbon et de Charles de Bourbon-Siciles)
9. Infant Ferdinand de Bourbon-Siciles (6 mars 1903 - 4 août 1905)  (fils de María de las Mercedes de Bourbon et de Charles de Bourbon-Siciles)
10. Infant Charles de Bourbon-Siciles, prétendant au trône des Deux-Siciles (16 janvier 1938 - 5 octobre 2015)  (fils d'Alphonse de Bourbon-Siciles)

Partie B :
1. Infant Alphonse de Bourbon, prince des Asturies, comte de Covadonga (10 mai 1907 - 6 septembre 1938)  (fils d'Alphonse XIII d'Espagne)
2. Infant Gonzalve de Bourbon (24 octobre 1914 - 13 août 1934)  (fils d'Alphonse XIII d'Espagne)
3. Infant Jacques-Henri de Bourbon (23 juin 1908 - 20 mars 1975)   (fils d'Alphonse XIII d'Espagne)
4. Infant Alfonso de Bourbon (3 octobre 1941 - 29 mars 1956)  (fils de Juan de Borbón y Battenberg)

Partie C :
1. Infante Marie-Thérèse de Bourbon (12 novembre 1882 - 23 septembre 1912)  (fille d'Alphonse XII d'Espagne et de Marie-Christine d'Autriche)
2. Infante María del Pilar de Bavière (15 septembre 1912 - 9 mai 1918)  (fille de Marie-Thérèse de Bourbon et de Ferdinand-Marie de Bavière)

Partie D :
1. Infante Louise-Thérèse d'Espagne (11 juin 1824 - 27 décembre 1900)  (fille de François de Paule de Bourbon et de Louise-Charlotte de Bourbon-Siciles, petite-fille de Charles IV d'Espagne)
2. Infante Marie-Christine d'Espagne (5 juin 1833 - 19 janvier 1902)  (fille de François de Paule de Bourbon et de Louise-Charlotte de Bourbon-Siciles, petite-fille de Charles IV d'Espagne)
3. Infante María del Pilar d'Espagne (4 juin 1861 - 5 août 1879)  (fille d'Isabelle II d'Espagne)
4. Infant Antoine d’Orléans, duc de Galliera (23 février 1866 - 24 décembre 1930)  (fils d'Antoine d’Orléans)
5. Infante Eulalie de Bourbon, duchesse de Galliera (12 février 1864 - 8 mars 1958)  (fille d'Isabelle II d'Espagne, épouse d'Antoine d’Orléans)
6. Infant Gaétan de Bourbon-Siciles, comte d'Agrigente (12 janvier 1846 - 26 novembre 1871)  (fils de Ferdinand II des Deux-Siciles et de Marie-Thérèse de Habsbourg-Lorraine-Teschen)
7. Infante María de las Mercedes de Bavière (3 octobre 1911 - 11 septembre 1953)  (fille de Ferdinand-Marie de Bavière)

Partie E :
1. Infant Don Juan d'Autriche, gouverneur des Pays-Bas espagnols (24 février 1547 - 1er octobre 1578)  (fils illégitime de Charles Quint et de Barbara Blomberg)
2. Infant Juan José d'Autriche, gouverneur des Pays-Bas espagnols (7 avril 1629 - 17 septembre 1679)  (fils illégitime de Philippe IV d'Espagne et de María Calderón)
3. Infant François-Ferdinand (mort-née le 12 mars 1634)  (fils de Philippe IV d'Espagne et d'Élisabeth de France)

Partie F :
1. Infant Jean (mort-né le 30 avril 1539)  (fils de Charles Quint)
2. Infant Charles Lorenzo (12 août 1573 - 30 juin 1575)  (fils de Philippe II d'Espagne et d'Anne d'Autriche)
3. Infante Marie (1er février 1603 - 2 février 1603)  (fille de Philippe III d'Espagne)
4. Infant Alphonse Maurice (22 septembre 1611 - 16 septembre 1612)  (fils de Philippe III d'Espagne)
5. Infante Marie-Marguerite (14 août 1621 - 15 août 1621)  (fille de Philippe IV d'Espagne et d'Élisabeth de France)
6. Infante Marguerite Marie Catherine (25 novembre 1623 - 22 décembre 1623)  (fille de Philippe IV d'Espagne et d'Élisabeth de France)
7. Infante Marie-Eugénie (21 novembre 1625 - 21 août 1627)  (fille de Philippe IV d'Espagne et d'Élisabeth de France)
8. Infante Isabelle Marie Thérèse (31 octobre 1627 - 1er novembre 1627)  (fille de Philippe IV d'Espagne et d'Élisabeth de France)
9. Infante Marie-Anne Antoinette (17 janvier 1635 - 5 décembre 1636)  (fille de Philippe IV d'Espagne et d'Élisabeth de France)
10. Infante Marie Ambroise de la Conception (7 décembre 1655 - 21 décembre 1655)  (fille de Philippe IV d'Espagne et de Marie-Anne d'Autriche)
11. Infant Ferdinand Thomas Charles (23 décembre 1658 - 22 octobre 1659)  (fils de Philippe IV d'Espagne et de Marie-Anne d'Autriche)
12. Infant Philippe Pierre (2 juillet 1709 - 8 juillet 1709)  (fils de Philippe V d'Espagne et de Marie-Louise-Gabrielle de Savoie)
13. Infant François (21 mars 1717 - 21 avril 1717)  (fils de Philippe V d'Espagne et d'Élisabeth Farnèse)
14. Infante Marie-Charlotte (4 novembre 1787 - 11 novembre 1787)  (fille de Gabriel d'Espagne, petite-fille de Charles III d'Espagne)
15. Infant Charles-Joseph Antoine d'Espagne (28 octobre 1788 - 9 novembre 1788)  (fils de Gabriel d'Espagne, petit-fils de Charles III d'Espagne)
16. Infant Charles François (5 septembre 1783 - 11 novembre 1784)  (fils de Charles IV d'Espagne)
17. Infant Philippe François (5 septembre 1783 - 18 octobre 1784)  (fils de Charles IV d'Espagne)
18. Infant François d'Assise de Bourbon (6 mai 1820 - 15 novembre 1821)  (fils de François de Paule de Bourbon et de Louise-Charlotte de Bourbon-Siciles, petit-fils de Charles IV d'Espagne)
19. Infante Thérèse de Bourbon (15 juin 1828 - 3 novembre 1829)  (fille de François de Paule de Bourbon et de Louise-Charlotte de Bourbon-Siciles, petite-fille de Charles IV d'Espagne)
20. Infante Marie-Louise Isabelle (21 août 1817 - 9 janvier 1818)  (fille de Ferdinand VII d'Espagne et de Marie-Isabelle de Portugal)

Partie G :
1. Infante Marie (14 février 1580 - 5 août 1583)  (fille de Philippe II d'Espagne et d'Anne d'Autriche)
2. Infant Charles-Clément (19 septembre 1771 - 7 mars 1774)  (fils de Charles IV d'Espagne)
3. Infant Charles (5 mars 1780 - 11 juin 1783)  (fils de Charles IV d'Espagne)
4. Infante Marie Thérèse (16 février 1791 - 2 novembre 1794)  (fille de Charles IV d'Espagne)
5. Infant Philippe Marie (28 mars 1792 - 1er mars 1794)  (fils de Charles IV d'Espagne)
6. Infante Marie de la Regla d’Orléans (8 octobre 1856 - 1861)  (fille d'Antoine d'Orléans)
7. Infant Philippe-Raymond-Marie d’Orléans (12 mai 1862 - 1864)  (fils d'Antoine d'Orléans)

Partie H :
1. Infant Ferdinand (19 octobre 1535 - 20 mars 1538)  (fils de Charles Quint)
2. Infant Ferdinand (1634 - 1637)  (fils de Thomas de Savoie-Carignan et de Catherine-Michelle d'Autriche, petit-fils de Philippe II d'Espagne)
3. Infant Philippe-Prosper, prince des Asturies (20 novembre 1657 - 1er novembre 1661)  (fils de Philippe IV d'Espagne et de Marie-Anne d'Autriche)
4. Infante Marie-Louise (11 septembre 1777 - 2 juillet 1782)  (fille de Charles IV d'Espagne)
5. Infant Édouard-Félix (4 avril 1826 - 22 octobre 1830)  (fils de François de Paule de Bourbon et de Louise-Charlotte de Bourbon-Siciles, petit-fils de Charles IV d'Espagne)
6. Infante Roberte d'Orléans (mort-née en 1890)  (fille d'Antoine d’Orléans)
7. Infant Ferdinand (mort-né le 11 juillet 1850)  (fils d'Isabelle II d'Espagne)
8. Infante Marie Christine (5 janvier 1854 - 7 janvier 1854)  (fille d'Isabelle II d'Espagne)
9. Infante Marguerite (23 septembre 1855 - 24 septembre 1855)  (fille d'Isabelle II d'Espagne)
10. Infante Maria de la Conception (26 décembre 1859 - 21 octobre 1861)  (fille d'Isabelle II d'Espagne)
11. Infant François d'Assise Léopold (24 janvier 1866 - 14 février 1866)  (fils d'Isabelle II d'Espagne)
12. Infant Ferdinand (mort-né le 21 mai 1910)  (fils d'Alphonse XIII d'Espagne)

Partie I :
1. Infant Sébastien de Bourbon (4 novembre 1811 - 13 janvier 1875)  (fils de Pierre-Charles d'Espagne et de Portugal, petit-fils de Gabriel d'Espagne, arrière petit-fils de Charles III d'Espagne)
2. Infant Antoine-Pascal de Bourbon (31 décembre 1755 - 20 avril 1817)  (fils de Charles III d'Espagne)
3. Louis Ier, roi d’Étrurie (5 août 1773 - 27 mai 1803)  (fils de Ferdinand Ier de Parme)
4. Infante Marie-Louise, reine d'Étrurie, duchesse de Lucques (6 juillet 1782 - 13 mars 1824)  (fille de Charles IV d'Espagne, épouse de Louis Ier)
5. Infant François de Paule de Bourbon (10 mars 1794 - 13 août 1865)  (fils de Charles IV d'Espagne)
6. Infant Ferdinand-Marie (15 avril 1832 - 17 juillet 1854)  (fils de François de Paule de Bourbon)
7. Marie-Antoinette de Bourbon-Naples, princesse des Asturies (14 décembre 1784 - 21 mai 1806)  (première épouse de Ferdinand VII d'Espagne)
8. Marie-Isabelle de Portugal, reine consort d'Espagne (19 mai 1797 - 26 décembre 1818)  (seconde épouse de Ferdinand VII d'Espagne)
9. Marie-Josèphe de Saxe, reine consort d'Espagne (7 décembre 1803 - 18 mai 1829)  (troisième épouse de Ferdinand VII d'Espagne)

Partie J :
1. Louis-Joseph de Vendôme, duc de Vendôme, d'Étampes et de Mercœur, comte de Dreux et de Penthièvre (1er juillet 1654 - 11 juin 1712)  (fils de Louis II de Vendôme)
2. Infant Philippe Pierre Gabriel (7 juin 1712 - 29 décembre 1719)  (fils de Philippe V d'Espagne et de Marie-Louise-Gabrielle de Savoie)
3. Infant Louis Antoine de Bourbon, archevêque (25 juillet 1727 - 7 août 1785)  (fils de Philippe V d'Espagne et d'Élisabeth Farnèse)
4. Infant Gabriel d'Espagne (11 mai 1752 - 23 novembre 1788)  (fils de Charles III d'Espagne)
5. Infante Marie-Anne-Victoire de Portugal (15 décembre 1768 - 2 novembre 1788)  (fille de Marie Ire de Portugal et de Pierre III de Portugal, épouse de Gabriel d'Espagne)
6. Infant François-Xavier (15 février 1757 - 10 avril 1771)  (fils de Charles III d'Espagne)
7. Infante Marie-Amélie d'Espagne (9 janvier 1779 - 22 juillet 1798)  (fille de Charles IV d'Espagne)

Partie K :
1. Éléonore de Habsbourg, reine de Portugal puis reine de France (15 novembre 1498 - 18 février 1558)  (fille de Philippe Ier de Castille et de Jeanne Ire de Castille)
2. Infant Wenceslas d'Autriche (9 mars 1561 - 22 septembre 1578)  (fils de Maximilien II du Saint-Empire, petit-fils de Ferdinand Ier du Saint-Empire, arrière petit-fils de Philippe Ier de Castille et de Jeanne Ire de Castille)
3. Infant Charles, archiduc d'Autriche (7 août 1590 - 28 décembre 1624)  (fils de Charles II d'Autriche-Styrie, petit-fils de Ferdinand Ier du Saint-Empire, arrière petit-fils de Philippe Ier de Castille et de Jeanne Ire de Castille)
4. Marie de Hongrie, reine consort de Hongrie et de Bohême, gouverneure des Pays-Bas espagnols (15 septembre 1505 - 18 octobre 1558)  (fils de Philippe Ier de Castille et de Jeanne Ire de Castille)
5. Marie-Manuelle de Portugal, princesse des Asturies (15 octobre 1527 - 12 août 1545)  (première épouse de Philippe II d'Espagne)
6. Élisabeth de France, reine consort d'Espagne (2 avril 1545 - 3 octobre 1568)  (troisième épouse de Philippe II d'Espagne)
7. Infant Charles, prince des Asturies (8 juillet 1545 - 24 juillet 1568)  (fils de Philippe II d'Espagne et de Marie-Manuelle de Portugal)
8. Philippe-Emmanuel (2 avril 1586 - 13 février 1605)  (fils de Charles-Emmanuel Ier de Savoie et de Catherine-Michelle d'Autriche, petit-fils de Philippe II d'Espagne et d'Élisabeth de France)
9. Emmanuel-Philibert (16 avril 1588 - 4 août 1624)  (fils de Charles-Emmanuel Ier de Savoie et de Catherine-Michelle d'Autriche, petit-fils de Philippe II d'Espagne et d'Élisabeth de France)
10. Infant Ferdinand, prince des Asturies (4 décembre 1571 - 18 octobre 1578)  (fils de Philippe II d'Espagne et d'Anne d'Autriche)
11. Infant Diègue, prince des Asturies (15 août 1575 - 21 novembre 1582)  (fils de Philippe II d'Espagne et d'Anne d'Autriche)
12. Infant Charles d'Autriche, archiduc d'Autriche (15 septembre 1607 - 30 juillet 1632)  (fils de Philippe III d'Espagne)
13. Infant Ferdinand, cardinal-archevêque, gouverneur des Pays-Bas espagnols (16 mai 1609 - 9 novembre 1641)  (fils de Philippe III d'Espagne)
14. Infante Marguerite (24 mai 1610 - 11 mars 1617)  (fille de Philippe III d'Espagne)
15. Infant Balthazar-Charles, prince des Asturies (17 octobre 1629 - 9 mars 1646)  (fils de Philippe IV d'Espagne et d'Élisabeth de France)
16. Marie-Louise d'Orléans, reine consort d'Espagne (27 mars 1662 - 12 février 1689)  (première épouse de Charles II d'Espagne)
17. Marie-Anne de Neubourg, reine consort d'Espagne (28 octobre 1667 - 16 juillet 1740)  (seconde épouse de Charles II d'Espagne)

Partie L :
1. Infant Louis-Alphonse (6 décembre 1906 - 14 mai 1983)  (fils de Ferdinand-Marie de Bavière)
2. Infant Jacques-Henri de Bourbon, prétendant aux trônes de France et d’Espagne (23 juin 1908 - 20 mars 1975)  (fils d'Alphonse XIII d'Espagne)
3. Infante Isabelle-Alphonsine (10 octobre 1904 - 18 juillet 1985)  (fils de María de las Mercedes de Bourbon et de Charles de Bourbon-Siciles)

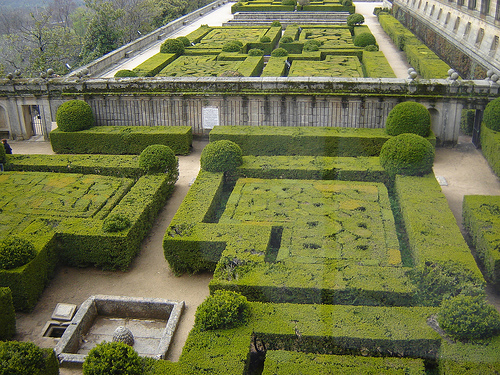
Jardins du palais.

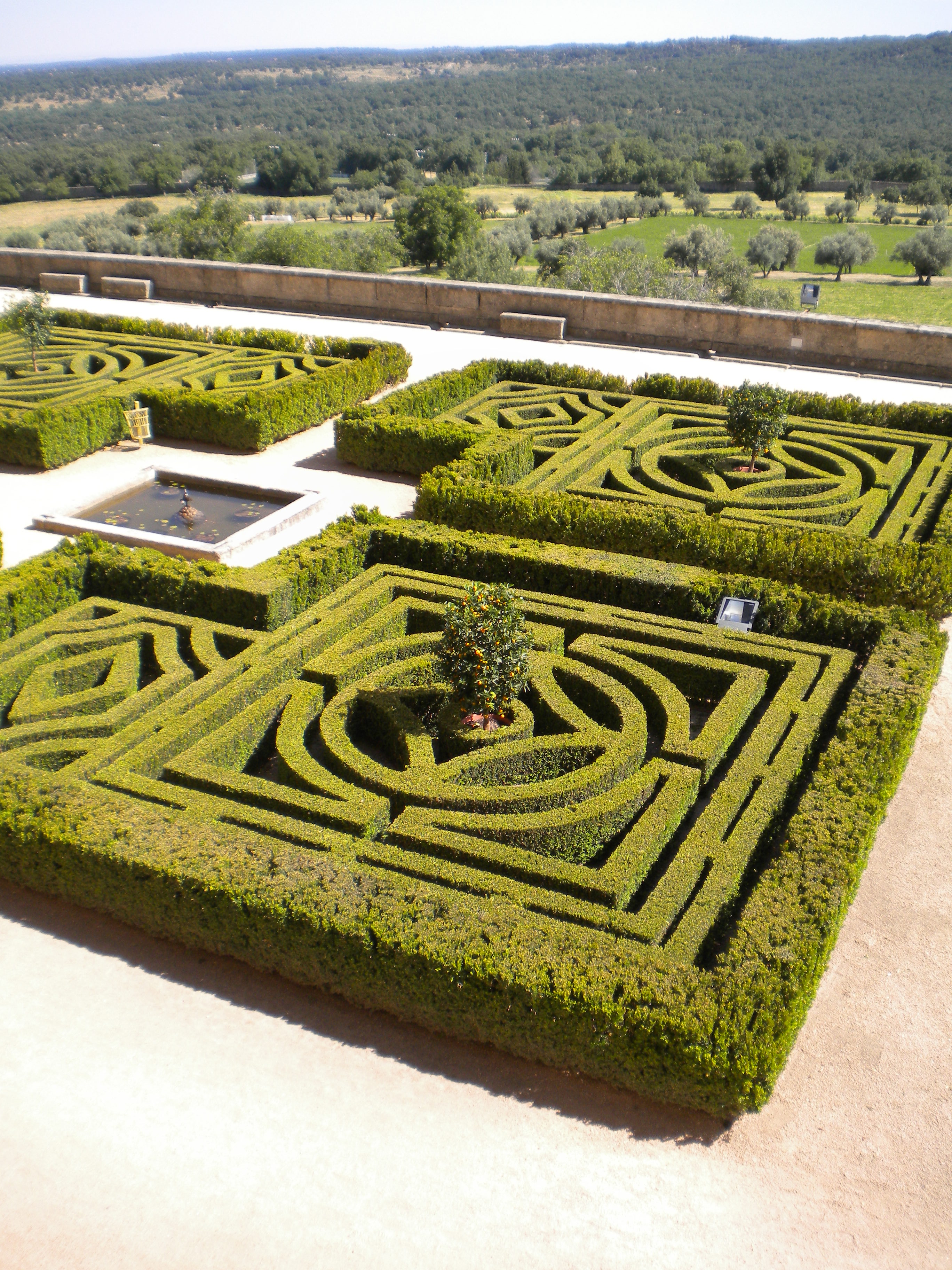
Escurial coupe labyrinthe jardins.

### Salles d'expositions
Les salles capitulaires, destinées actuellement à des peintures, étaient les salles où les moines tenaient leurs chapitres, réunions communautaires où s'organisait la vie du monastère.
La pinacothèque regroupe les œuvres des écoles allemande, flamande, vénitienne, italienne et espagnole, du XVe au XVIIe siècle, dont des œuvres majeures du Greco, comme Saint Pierre (1608).
Le musée d'architecture, constitué de onze salles, présente les outils, grues et autres matériels employés dans la construction du monument, ainsi que des reproductions de plans et documents relatifs aux œuvres. Des maquettes permettent d'apprécier l'architecture générale du bâtiment.

### Jardins
Les jardins des moines, aménagés à la demande de Philippe II, qui était un amoureux de la nature, constituent un lieu idéal pour le repos et la méditation. Manuel Azaña, qui étudia dans le collège des Augustins de ce monastère, les cite dans ses Mémoires et dans son œuvre Le Jardin des frères.